# Olav Molenaar

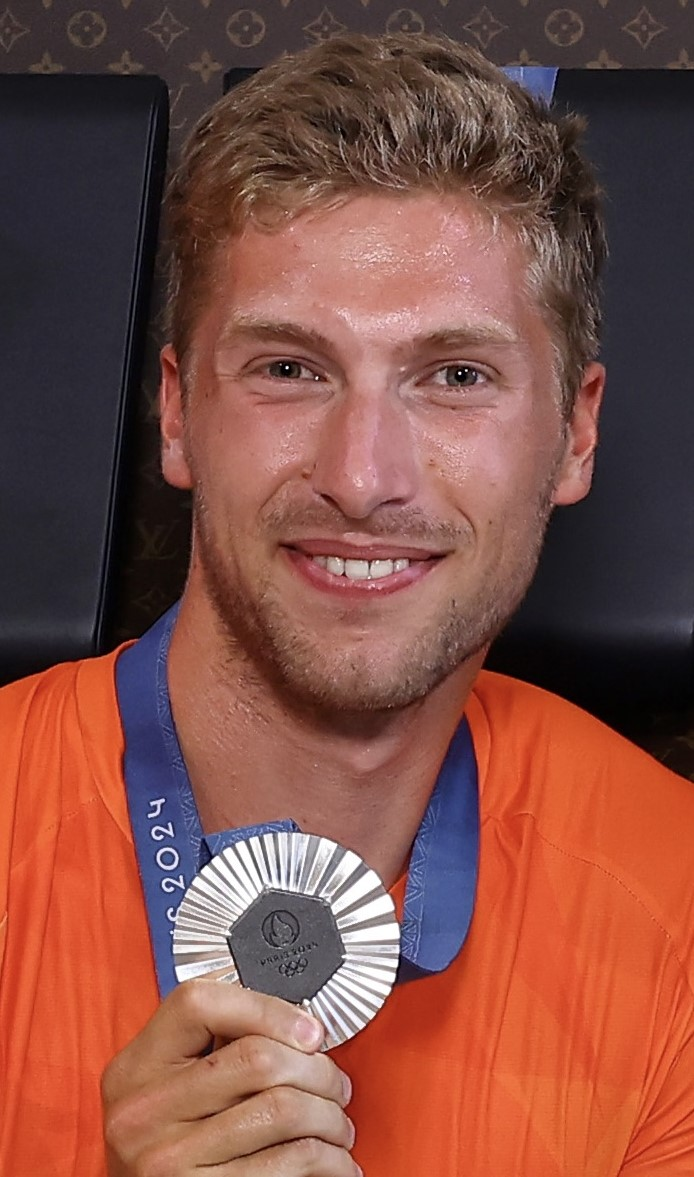
Olav Molenaar (2024)

Olav Molenaar (* 28. März 1999 in Zaanstad) ist ein niederländischer Ruderer. Er gewann bis 2024 je eine Silbermedaille bei Olympischen Spielen, bei Weltmeisterschaften und bei Europameisterschaften.

## Sportliche Karriere
Der 1,95 Meter große Olav Molenaar graduierte 2022 an der University of California, Berkeley. In den Niederlanden rudert er für die A.A.S.R. Skøll.
Molenaar war bei den Junioren-Weltmeisterschaften 2016 und 2017 jeweils Sechster mit dem Achter. Bei den U23-Weltmeisterschaften 2018 wurde er Sieger des C-Finales im Einer. Im Jahr darauf erreichte er mit dem Achter das A-Finale bei den U23-Weltmeisterschaften 2019 und gewann die Bronzemedaille. Auch bei den U23-Weltmeisterschaften 2021 wurde er Dritter, diesmal im Doppelvierer.
Erst 2023 trat Molenaar erstmals bei Meisterschaften in der Erwachsenenklasse an. Bei den Europameisterschaften in Bled ruderte er im Vierer ohne Steuermann, der in der Besetzung Guus Mollee, Nelson Ritsema, Olav Molenaar und Gert-Jan van Doorn Zweiter hinter den Briten wurde. Drei der vier Ruderer wechselten danach in den Achter. Bei den Weltmeisterschaften in Belgrad erreichte der niederländische Achter das Ziel mit einer Sekunde Rückstand auf die Briten und mit einer Sekunde Vorsprung auf die drittplatzierten Australier. Bei den Olympischen Spielen 2024 in Paris wurde der niederländische Achter Zweiter mit einer Sekunde Rückstand auf die Briten.